# Veia temporal superficial
A veia temporal superficial é uma veia da cabeça.
Segue o trajeto da artéria temporal superficial, fazendo a drenagem do couro cabeludo, a região temporal e a parte da regiao frontal e da concha da orelha. Ela se origina como plexo de pequenas veias em um dos lados. 